# Bombyx polygoni
Bombyx polygoni är en fjärilsart som beskrevs av Marie Jules César Savigny 1816. Bombyx polygoni ingår i släktet Bombyx och familjen silkesspinnare. Inga underarter finns listade i Catalogue of Life.